# برادفورد (نیویورک)
برادفورد (به انگلیسی: Bradford) یک منطقهٔ مسکونی در ایالات متحده آمریکا است که در شهرستان استوبین، نیویورک واقع شده‌است. برادفورد ۶۵٫۳۶ کیلومتر مربع مساحت دارد ۴۰۱ متر بالاتر از سطح دریا واقع شده‌است.